# Ryszard Cieślak
Ryszard Cieślak (ur. 9 marca 1937 w Kaliszu, zm. 15 czerwca 1990 w Houston) – polski reżyser teatralny, aktor Teatru Laboratorium, pedagog.

## Życiorys
W 1954 roku ukończył Liceum Ogólnokształcące im. Adama Asnyka w Kaliszu i rozpoczął studia na Politechnice Łódzkiej, skąd po roku przeniósł się na Politechnikę Krakowską. W 1957 roku przerwał jednak studia politechniczne i rozpoczął studia na Wydziale Lalkarskim Państwowej Wyższej Szkoły Teatralnej im. Ludwika Solskiego w Krakowie, które ukończył w 1961 roku. Na ostatnim roku studiów zorganizował protest przeciwko stosowanym w krakowskiej PWST metodom nauczania i sposobowi prowadzenia zajęć.
Pod koniec 1960 (lub na początku 1961) Cieślak został zaproszony przez Jerzego Grotowskiego do opolskiego Teatru 13 Rzędów i został członkiem zespołu aktorskiego tego teatru 1 października 1961 roku. Cieślak pracował w zespole teatru aż do jego samorozwiązania w 1984 roku.
Zmarł 15 czerwca 1990 roku na raka płuca w Houston w Stanach Zjednoczonych. Jego ciało zostało sprowadzone do kraju, pochowano go na cmentarzu Osobowickim we Wrocławiu. Rzeźbę nagrobną wykonał Krzysztof Bednarski.

## Kariera teatralna
Wystąpiwszy w trzech przedstawieniach dyplomowych (Władysława Jaremy i Joanny Grabek), Cieślak profesjonalnie zadebiutował w Kordianie według Juliusza Słowackiego w Teatrze 13 Rzędów, którego premiera odbyła się 14 lutego 1962 roku (premiera zamknięta 13 lutego 1962 roku), w którym grał połączone role: Pierwszego Wariata, Mefistofela, Grzegorza, Księdza i Imaginacji.
W tym samym roku wziął także udział w Oratorium robotniczym przygotowanym z inicjatywy Prezydium Miejskiej Rady Narodowej w Opolu na 20. rocznicę powstania Polskiej Partii Robotniczej w reż. Waldemara Krygiera. Przedstawienie zostało zrealizowane w ramach Estrady Publicystycznej, były to przygotowywane i prezentowane przez Teatr 13 Rzędów „montaże słowne”.
Grał potem w Akropolis do słów Wyspiańskiego w realizacji Józefa Szajny i Jerzego Grotowskiego (premiera miała miejsce 10 października 1962), interpretował role Ezawa i Hektora.
1 stycznia 1963 premierę miało widowisko Maski, wyreżyserowane przez Cieślaka w ramach Estrady Publicystycznej Teatru Laboratorium 13 Rzędów (teatr Grotowskiego zmienił nazwę w 1962), na podstawie tekstów ze zbioru opracowanego przez Zbigniewa Stolarka Czerwone oczy maski.
Cieślak grał następnie w Tragicznych dziejach doktora Fausta Marlowe’a (premiera: 23 kwietnia 1963 w Opolu) w reż. Jerzego Grotowskiego, wcielając się w role Wagnera, Waldesa i Benwolia, gdzie zwrócił na siebie uwagę sceną szaleństwa Benwolia (oszalały bohater przewracał ciężkie, drewniane stoły i podesty, co wymagało ogromnej siły i zarazem precyzji, by nie zranić siedzących tuż obok widzów).
W 1964 roku w przedstawieniu Studium o Hamlecie (premiera: 17 marca 1964 w Opolu) opartym na tekstach Szekspira i Wyspiańskiego (reż. Jerzy Grotowski) interpretował między innymi role Ducha Ojca i Rozenkranca oraz pełnił funkcję asystenta reżysera.
W 1965 Teatr Laboratorium przeniósł się do Wrocławia.
Po realizacji Studium o Hamlecie rozpoczął się okres bliskiej i intensywnej współpracy Cieślaka i Grotowskiego związany ze spektaklem Książę Niezłomny Calderona – Słowackiego (rola Don Fernanda, premiera 25 kwietnia 1965). Jej efektem była wielka, legendarna kreacja, stanowiąca pierwszą realizację aktu całkowitego. Prezentacje przedstawienia w czasie występów zagranicznych Teatru Laboratorium w drugiej połowie lat 60. zapewniły Cieślakowi międzynarodową sławę i status ikony współczesnego teatru. Jego pozycję umacniał też udział w prowadzonych przez Grotowskiego pokazach pracy i kursach warsztatowych (m.in. w Nancy 1–2 maja 1965; Holstebro 15–30 sierpnia 1966; Londyn 1–10 sierpnia 1966 – kurs dla zespołu Royal Shakespeare Company realizującego pod kierunkiem Petera Brooka spektakl US; Nowy Jork 6–30 listopada 1967 czy Aix-en-Provance 15 kwietnia – 2 maja 1968).
W latach 1967–1969 wraz z całym zespołem brał udział w pracach na Ewangeliami, w których kreował Umiłowanego oraz nad Apocalypsis cum figuris (stworzył swą kolejną legendarną rolę – Ciemnego, zamknięta premiera 19 lipca 1968 roku w Instytucie Badań Metody Aktorskiej – Teatr Laboratorium we Wrocławiu, a oficjalna otwarta premiera 11 lutego 1969 roku) – wszystkie spektakle wyreżyserowane były przez Jerzego Grotowskiego. Po występach Teatru Laboratorium w Stanach Zjednoczonych jesienią 1969, Cieślak został uznany przez nowojorskich krytyków najwybitniejszym aktorem teatrów off-Broadway roku 1969.
W latach 70. Cieślak razem z Grotowskim i resztą zespołu prowadzili poszukiwania parateatralne. Cieślak stopniowo obejmował funkcję lidera przygotowanych doświadczeń dramatycznych przeznaczonych dla większej grupy osób, także z zewnątrz, nazywanych początkowo Large Special Project (pierwsze działanie o tej nazwie odbyło się w dniach 20–30 listopada1973 w Saint-Maximin we Francji, kolejne 23 maja – 8 czerwca 1974 na Jackaroo Ranch koło Duralu w Australii), a później Special Project – pierwsza realizacja noszącego tę nazwę „stażu parateatralnego” miała miejsce między 20 listopada a 4 grudnia 1974 w Brzezince.
W 1981 roku, już bez udziału Grotowskiego, kierował pracą nad kreowanym zbiorowo ostatnim przedstawieniem Laboratorium Thanatos polski. Inkantacje (próby otwarte od 28 lutego 1981). Równolegle rozwijał współpracę z europejskimi, amerykańskimi i kanadyjskimi ośrodkami teatralnymi.
Od roku 1982 pracował głównie za granicą, prowadząc liczne kursy i warsztaty teatralne oraz kierując projektami teatralnymi. Był także czynny jako reżyser, realizując kolejno spektakle: Aleph. Impressioni da un Inferno (Pontedera, Centro per la Sperimentazione e la Ricerca Teatrale, 3 maja 1983); Vargtid…(Ǻrhus, Teater Akademi 5 września 1983), Desarraigo (El Teatro Municipal de Albacete, 8 września 1984), Peer Gynt Ibsena (Ǻrhus, grupa Kimbri, 26 grudnia 1987), Mój biedny Fiedia wg wspomnień Anny Dostojewskiej (Paryż, Théâtre de l’Epée, pokazy 9–11 kwietnia 1987) i Ash Wednesday wg Na dnie Gorkiego (Experimental Theatre Wing New York University, 25 stycznia 1990).
Współpracował także z Peterem Brookiem, brał udział w pracach międzynarodowego zespołu realizującego przedstawienie Mahabharata, w którym kreował rolę niewidomego władcy Dhritarashtry (od 1985 do 1988 roku), prowadził staże teatralne w ośrodkach teatralnych i na uniwersytetach amerykańskich i europejskich. Od września roku 1989 był zatrudniony jako visiting professor w New York University Tisch School of Arts. Uznawany za wzorcowego aktora Grotowskiego, był rzeczywiście uosobieniem jego twórczego podejścia do aktorstwa, wykorzystującego proces głębokiej i zarazem czynnej introspekcji jako podstawę do stworzenia precyzyjnej struktury organicznych działań aktorskich o charakterze transgresji.

## Treningi
Współpracował także z Eugenio Barbą z Odin Teatret. Zapisem pracy warsztatowej i treningowej Cieślaka jest nakręcony latem 1971 roku w Holstebro film Training at Grotowski’s Laboratorium in Wroclaw (reż. Torgeir Wethal). Jest to zapis treningu aktorskiego dokonany w Danii w 1971 roku, w którym udział wzięło dwoje młodych aktorów Odin Teatret. W roli nauczyciela/instruktora wystąpił Ryszard Cieślak. Film dzieli się na dwie czterdziestominutowe części: pierwsza dotyczy ćwiczeń plastycznych, druga fizycznych. Na przykładzie filmu Odin Teatret można zaobserwować, w jaki sposób elementy treningowe stają się elementami improwizacji. Spoza kadru słychać komentarz, na który złożyły się fragmenty tekstu Jerzego Grotowskiego Ćwiczenia.

## Film
Wystąpił w następujących filmach: Rodacy, reż. Barbara Lisowska, 1962; Rekolekcje, reż. Witold Leszczyński, 1977; The Mahabharata, reż. Peter Brook, 1989.
Był bohaterem filmów Krzysztofa Domagalika Aktor całkowity. Wspomnienie o Ryszardzie Cieślaku (1937–1990) z 1994 oraz Karola Radziszewskiego Książę, 2014.
Wystąpił także w filmie dokumentalnym w reżyserii Johna Musillia The Body Speaks. Na film składają się dwie audycje telewizyjne z udziałem komentatorki nowojorskiego programu kulturalnego Camera Three, Margaret Croyden oraz Ryszarda Cieślaka. Aktora Teatru Laboratorium poproszono o skomentowanie fragmentów filmu dokumentalnego Trening Teatru Laboratorium, będącego zapisem treningu aktorskiego dokonanego w Danii w 1971 roku, w którym udział wzięło dwoje młodych aktorów Odin Teatret (Malou Ilmoni i Tage Larsen).

## Spektakle
- Kordian (13 lutego 1962, Opole)
- Akropolis (10 października 1962, Opole)
- Tragiczne dzieje doktora Fausta (23 kwietnia 1963, Opole)
- Studium o Hamlecie (17 marca 1964, Opole)
- Książę Niezłomny (25 kwietnia 1965, Wrocław)
- Ewangelie (1967)
- Apocalypsis cum figuris (pokaz zamknięty: 19 lipca 1968; otwarta premiera: 11 lutego 1969)

## Reżyseria
- Maski, widowisko (1 stycznia 1963)
- Aleph. Impressioni da un Inferno (Pontedera, Centro per la Sperimentazione e la Ricerca Teatrale, 3 maja 1983)
- Vargtid…(Ǻrhus, Teater Akademi, 5 września 1983)
- Desarraigo (El Teatro Municipal de Albacete, 8 września 1984), współpraca z reżyserką Maríą Isabel González Múñoz
- Peer Gynt Ibsena (Ǻrhus, grupa Kimbri, 26 grudnia 1987)
- Mój biedny Fiedia wg wspomnień Anny Dostojewskiej (Paryż, Théâtre de l’Epée, pokazy 9–11 kwietnia 1987)
- Ash Wednesday wg Na dnie Gorkiego (Experimental Theatre Wing New York University, 25 stycznia 1990)

## Kierownik prac
- Thanatos polski. Inkantacje (próby otwarte od 28 lutego 1981)